# José Joaquín Caicedo Castilla
José Joaquín Caicedo Castilla (Chaparral, 5 de noviembre de 1903 - Bogotá,16 de diciembre de 1979) fue un abogado y diplomático colombiano, miembro del Partido Liberal Colombiano.

## Biografía
Nació en Chaparral (Tolima). Egresado como abogado de la Universidad Nacional de Colombia y catedrático de la misma.
Se desempeñó como diputado a las asambleas de Cundinamarca y Tolima; representante y presidente de la Cámara de Representantes (1930); senador de la República (1935-39 y 1947-49) por Tolima, firmó la Reforma Constitucional de 1936; presidente del Senado (1936 y 1938).
Fue ministro de Trabajo, de Higiene y de Previsión Social en el gobierno de Eduardo Santos (1948-1942), director general de la Policía Nacional en 1944; ministro de Relaciones Exteriores (1961) en el segundo gobierno de Alberto Lleras Camargo; diplomático en Italia y Brasil; fue además juez de la Corte Internacional de Justicia de La Haya.Falleció en Bogotá el 16 de diciembre de 1979.

## Obras
- Administración internacional en Colombia (1923).[4]
- Conferencias de derecho internacional privado (1928).
- Manual de derecho internacional privado (1944).
- La conferencia de Petrópolis y el Tratado interamericano de asistencia recíproca, firmado en Río de Janeiro en 1947 (1949).[5]
- El panamericanismo (1961).[6]
- Derecho internacional en el sistema interamericano (1970).
- Historia diplomática (1974).[7]